# Julio Luis Alas
Julio Luis Alas (Oviedo, 19 luglio 1943) è un ex calciatore spagnolo naturalizzato argentino, di ruolo difensore e centrocampista.

## Biografia
Originario della Spagna, si trasferì con la famiglia in Argentina all'età di sei anni.

## Carriera
In forza al Boca Juniors dal 1964, e da riserva vinse con il suo club la Primera División 1964 e 1965. Nella stagione 1966 ottenne invece il terzo posto finale.
Nell'estate 1967 si trasferisce negli Stati Uniti d'America per divenire giocatore del New York Generals. Con i Generals ottiene il terzo posto dell'Eastern Division della NPSL.
L'anno seguente, la prima della lega nordamericana NASL, ottiene con il suo club il terzo posto della Atlantic Division.
Nel 1969 torna in patria per giocare nel Newell's Old Boys, mentre l'anno seguente è all'Huracán.
Nella stagione 1970-1971 si trasferisce in Messico per giocare nel Toluca, società con cui ottiene il secondo posto finale alle spalle dei campioni dell'América. L'anno seguente, dopo essere saltato il suo passaggio agli spagnoli dell'Espanyol, resta in Messico per giocare nello Jalisco.
Nel 1973 torna a giocare nella NASL, ingaggiato dal Dallas Tornado. Con i Tornado, pur disputando un solo incontro, raggiunge la finale del torneo, persa contro i Philadelphia Atoms.

## Palmarès
- Campionato argentino: 2

Boca Juniors: 1964, 1965.